# Gunta Stölz

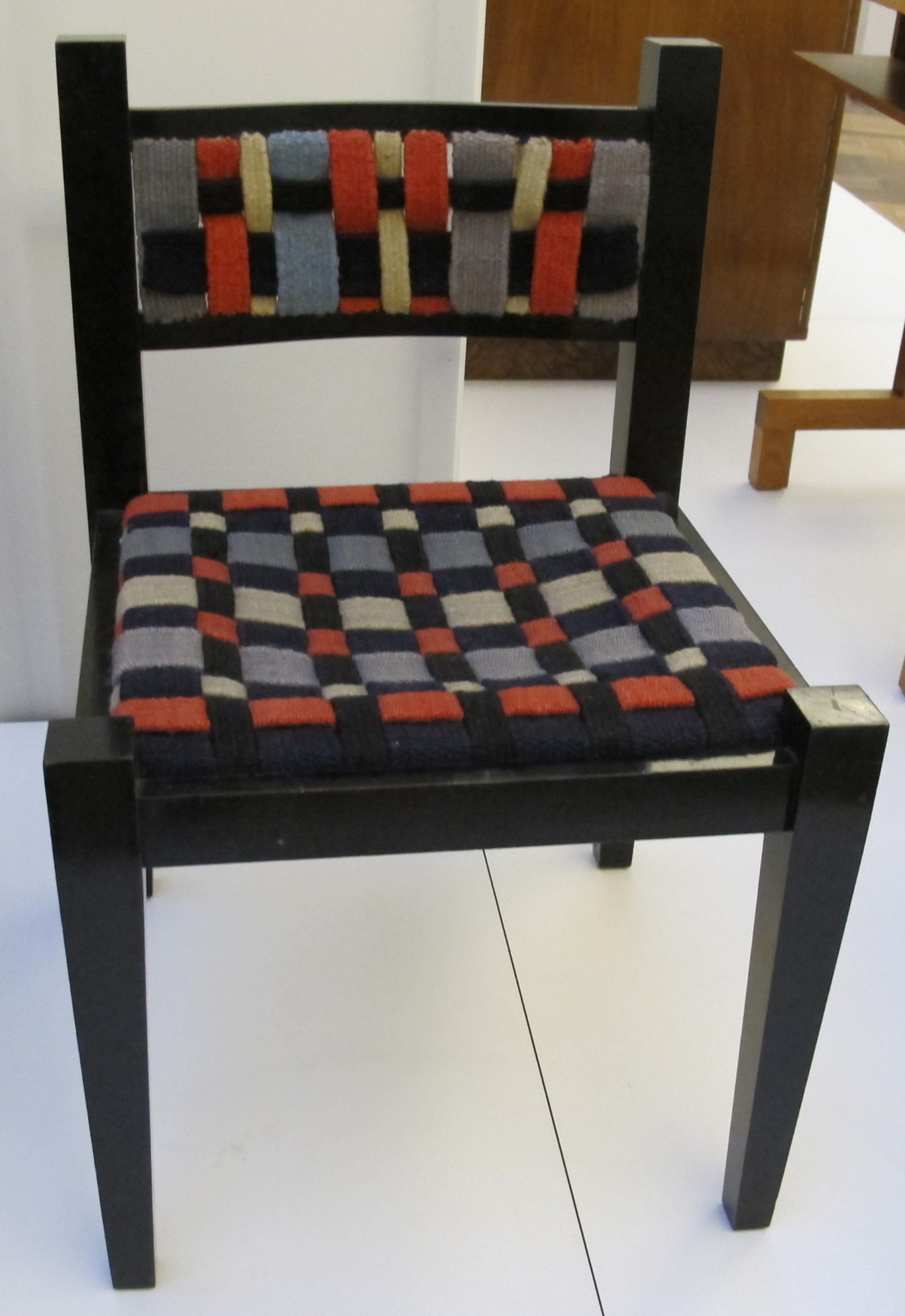
Marcel Breuer által tervezett széken Gunta Stölzl textilje (1922)

Gunta Stölzl (München, 1897. március 5. – Küsnacht, Svájc, 1983. április 22.) iparművész, szövőnő, vállalkozó és Bauhaus-oktató. 

## Életrajza
1897-ben született Münchenben. 1914 és 1916 között a Müncheni Iparművészeti Iskolában tanult. 1916-tól 1918-ig egy hadikórházban dolgozott. 1919-től ismét az Iparművészeti Iskolában tanult. 1919 októberétől 1925-ig volt a Bauhaus növendéke. Járt Johannes Itten előkészítő tanfolyamára, tanult Paul Klee-nél, valamint a szövőműhelyben. 1922–1923-ban szövőinas-vizsgát tett. 
1924 januárjától szeptemberig a Zürich melletti Herrlibergben berendezte és vezette az Ontos szövőműhelyt. 1925 októberétől 1931 szeptemberéig a Bauhausban tanított; először a szövőműhely mestere, majd 1927 áprilisától a vezetője.
1931-ben a Bauhaus két tagjával, Gertrud Preiswerkkel és Heinrich-Otto Hürlimann-nal megalakította az S-P-H Stoffe kézi szövőműhelyt. Építészekkel együttműködve bútorszöveteket és szőnyegeket készítettek. A műhely 1933-ban feloszlott, de még ugyanabban az évben létrehozták az S-H Stoffét. Miután 1937-ben Hürlimann kivált a műhelyből, Stölzl egyedül vezette tovább az Sh-Stoffe, Handweberei Flora nevű vállalkozást. 
1950-től ismét gobelinekkel foglalkozott, majd 1967-ben megszüntette ezt a műhelyt, és ettől fogva csak falkárpitok készítésével foglalkozott. 
1983-ban halt meg a svájci Küsnachtban.

## Jelentősége a Bauhaus-koncepcióban
Gunta Stölzl a Bauhaus egyik kiemelkedő képviselője, aki végigjárta és befolyásolta a szövött kárpit útját az egyedi (kézi)munkáktól a modern ipari formatervezésig. Legszebb művein az Ittennél és Klee-nél tanult művészi formák jelennek meg.